# چاه حاجی‌آباد نیزار
چاه حاجی‌آباد نیزار یک منطقهٔ مسکونی در ایران است که در دهستان بهادران واقع شده‌است.